# Monte Friesland
Monte Friesland, también llamado monte Barnard, es una cumbre de 1700 metros de altura ubicada en las montañas Tangra, en la isla Livingston, archipiélago de las Shetland del Sur, Antártida. Constituye el punto más alto de la isla. La cima fue alcanzada por primera vez el 30 de diciembre de 1991 por los geólogos españoles Francesc Sabat y Jorge Enrique que partieron de la Base Antártica Juan Carlos I ubicada en la península Hurd.

## Localización

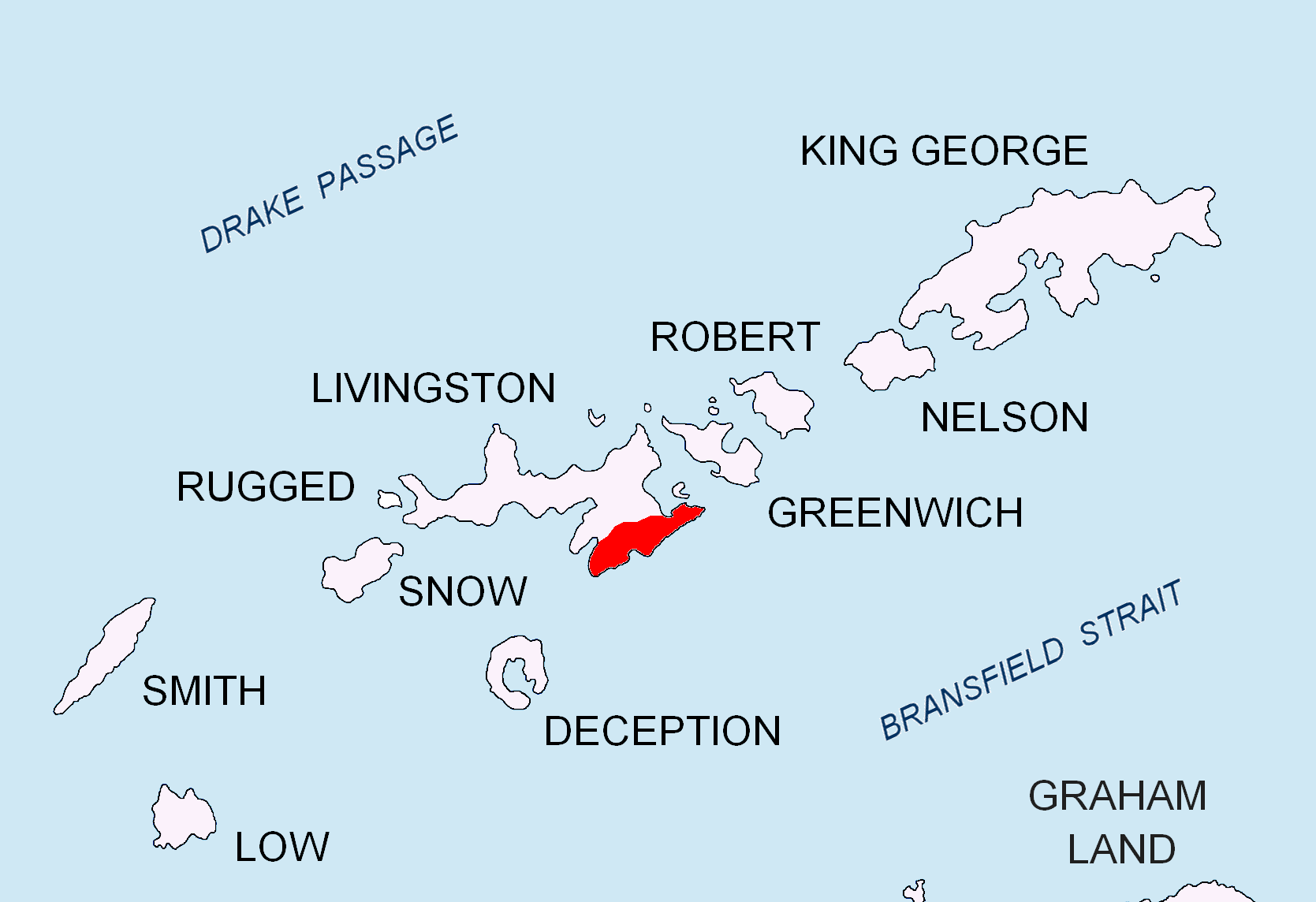
Ubicación de las montañas Tangra en la isla Livingston

El monte Friesland está situado a 12.5 km al noroeste de Barnard Point, 9.7 km en dirección este-sureste de la Base San Clemente de Ohrid de Bulgaria, 3.6 km al sureste de la cima Pliska Ridge, 6.1 al sureste de monte Bowles, 2.9 km en dirección sur-suroeste del campamento Academia, 6.7 km al oeste del pico Falsa Aguja y 6.85 km al noroeste de punta Samuel. Está registrado en diferentes mapas: Británico de 1968, chileno de 1971, argentino de 1980, español de 1991, estadounidense de 2004 y búlgaros de 1996, 2005 y 2009.